# Volcán complejo

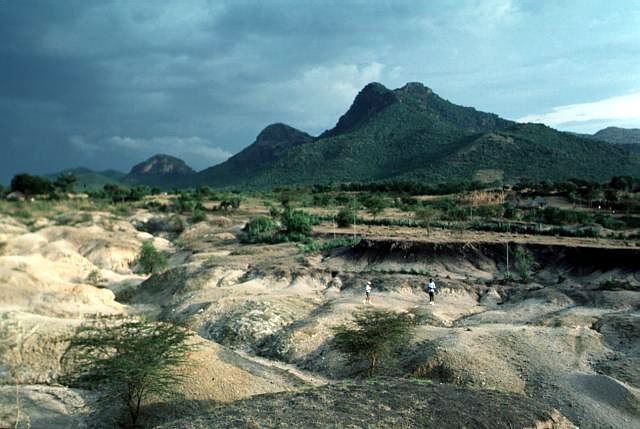
Monte Homa, Kenia en 1994

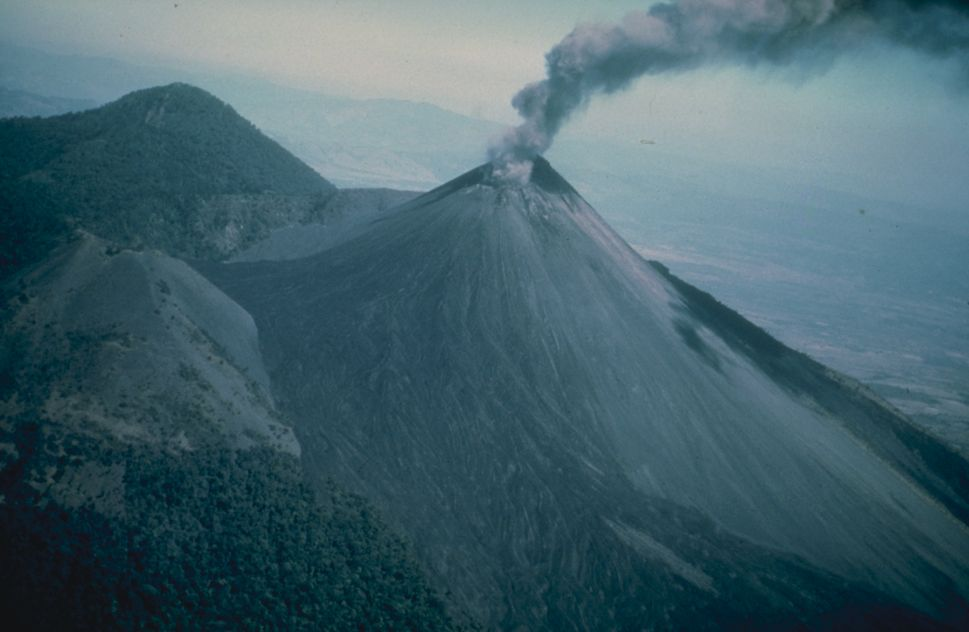
Erupción del Pacaya, Guatemala en 1976

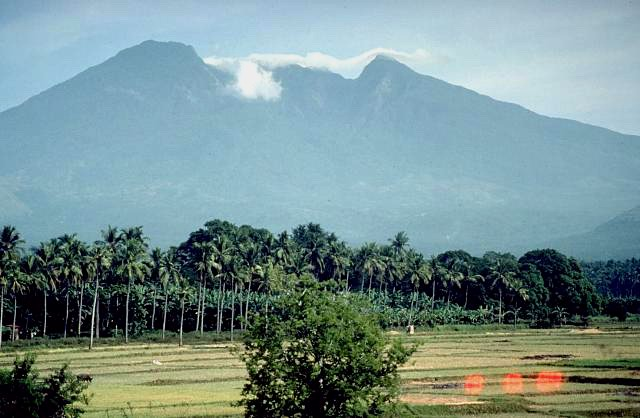
Mt. Banahaw, Luzón, Filipinas in 1989

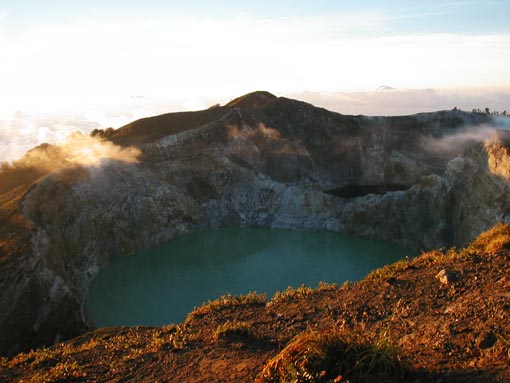
Kelimutu, Isla de Flores, Indonesia

Volcán complejo, también conocido como volcán compuesto, es un volcán con más de una característica. Se forman debido a cambios de sus características eruptivas o la ubicación de orificios múltiples en un área. Un estratovolcán puede formar volcanes complejos, ya que se pueden superponer erupciónes explosivas, coladas de lava o flujos piroclásticos y por erupciones sucesivas, teniendo múltiples cimas y chimeneas. Los estratovolcanes también pueden formar una gran caldera que se llena por múltiples pequeños conos de ceniza, domos de lava, y cráteres y también se pueden desarrollar en el borde de la caldera.
A pesar de que son un tipo relativamente raro de volcán, están muy extendidos en el mundo y en la historia geológica. Tobas de flujo de cenizas transformadas se han generalizado en México, donde se describe que los complejos de caldera han sido importantes para gran parte de la historia de la Tierra. El parque nacional de Yellowstone está cubierto por tres calderas complejas parcialmente cubiertas. El Long Valley Caldera en el este de California también es un volcán complejo, las Montañas de San Juan en el suroeste de Colorado se formaron en un grupo de complejos de calderas de la edad Terciaria, y la mayoría de las rocas del Mesozoico y Terciario de Nevada, Idaho, y el este de California son también calderas complejas y su flujo de erupcionan en tobas de cenizas. El Bennett Lago Caldera en Columbia Británica y Territorio del Yukón es otro ejemplo de una caldera compleja de la edad Terciaria.

## Ejemplos

### África
- Monte Homa (Kenia)

### América
- Bennett Lake Caldera (Columbia Británica -Yukon, Canadá)
- Complejo volcánico monte Edziza (Columbia Británica, Canadá)
- Monte Meager (Columbia Británica, Canadá)
- Silverthrone (Columbia Británica, Canadá)
- Complejo volcánico Puyehue-Cordón Caulle (Chile)
- Complejo de Purico (Chile)
- Galeras (Colombia)
- Complejo volcánico de Paipa-Iza (Colombia)
- Irazú (Costa Rica)
- Volcán Rincón de la Vieja (Costa Rica)
- Volcán de San Salvador (El Salvador)
- Caldera Long Valley (California, Estados Unidos)
- Three Sisters (Oregón) (Oregón, Estados Unidos)
- Caldera Valles (Nuevo México, Estados Unidos)
- Caldera de Yellowstone (Wyoming, Estados Unidos)
- Pacaya (Guatemala)
- Morne Trois Pitons (Dominica)
- Complejo volcánico y parque nacional Volcán Masaya (Nicaragua)
- Complejo volcánico Cerro Negro-Las Pilas-El Hoyo (Nicaragua)
- Complejo volcánico San Cristóbal-Casita (Nicaragua)

### Asia
- Kelimutu (Isla de Flores, Indonesia)
- Banahaw (Luzon, Filipinas)
- Volcán Taál, Batangas, Filipinas
- Akita-Take-Yama (Honshū, Japón)
- Asama (Honshū, Japón)
- Kusatsu-Shirane Kusatsu, Gunma, Japón
- Asacha (Península de Kamchatka, Rusia)
- Grozny Group (Islas Kuriles, Rusia)

### Europa
- Isquia (Italia)

### Oceanía
- Isla McDonald (Océano Índico, Australia)
- Te Tatua-a-Riukiuta (Nueva Zelanda)
- Isla Moutohora (Nueva Zelanda)
- Mundua (Nueva Bretaña, Papúa Nueva Guinea)
- St. Andrew Strait (Islas del Almirantazgo, Papúa Nueva Guinea)